# Gilcimar
Gilcimar Wilson Francisco ou simplesmente Gilcimar, (Itaguaí, 26 de novembro de 1958), é um ex-futebolista brasileiro que atuava como ponta-direita.
É irmão do também ex-futebolista Gílson Gênio.

## Carreira
Iniciou sua carreira futebolística no infantil do Fluminense.
Tornou profissional em 1977. No ano seguinte, sofreu um acidente de carro e ficou um bom tempo parado.
Fez parte da Seleção Brasileira Sub-20 que ganhou a medalha de ouro nos Jogos Pan-Americanos de 1979.
Foi emprestado para o Bahia, em 1980, onde tornou-se artilheiro do time.
Permaneceu como jogador do Tricolor das Laranjeiras até 1982.
De 1982 a 1984, Gilcimar defendeu o America-RJ. 
Em 1984, o ponta-direita deixou o América e seguiu para o Palmeiras, onde disputar 48 jogos (19 vitórias, 17 empates e 12 derrotas) e marcar nove gols.
Em 1985, o ponta-direita teve rápida passagem pelo Cruzeiro, sendo trocado junto de Nenê pelo ponta-esquerda Joãozinho.
No ano seguinte, ele assinou contrato com a Internacional de Limeira, onde teve a oportunidade de jogar mais uma vez ao lado do irmão, Gílson Gênio e os dois fizeram parte do elenco campeão do Paulistão de 1986.
Três anos depois apareceu o convite para deixar o país e em 1989 foi contratado pelo Toyota do Japão e ficou no time japonês até 1991.
Em 1992, voltou a vestir a camisa da Internacional de Limeira. Ao todo, nas duas passagens, fez 139 partidas pelo clube, sendo 71 no Limeirão.

## Títulos
Internacional de Limeira
- Campeonato Paulista: 1986[1]

Seleção Brasileira
- Campeão Jogos Pan-Americanos: 1979[2]